# Криве (Панкрушихинський район)
Криве́ (рос. Кривое) — село у складі Панкрушихинського району Алтайського краю, Росія. Адміністративний центр Кривинської сільської ради.

## Населення
Населення — 357 осіб (2010; 542 у 2002).
Національний склад (станом на 2002 рік):
- росіяни — 91 %